# BIGSIX
BIGSIX是一種培養學生資訊素養的模式。有人把它稱為後設認知鷹架理論，亦有人認為它是一種資訊解題的技巧。BIGSIX方法由美國雪城大學的
Mike Eisenberg及Bob Berkowitz發明。這種方法透過一種系統化的方式，幫助學生解決問題。
BIGSIX的六個基本步驟為：
1. 定義問題
2. 尋求策略
3. 獲得資訊
4. 運用資訊
5. 綜合資訊
6. 評估資訊